# Money (Pink Floyd)
"Money" är en låt skriven av Roger Waters och framförd av det brittiska progrockbandet Pink Floyd. Den gavs ut på albumet The Dark Side of the Moon och som singel 1973.
"Money" skrevs redan 1971 av Waters och framfördes av bandet under den första Dark Side of the Moon-turnén 1972. Den spelades in under en paus i turnén, den 7 juni 1972. Den gavs ut som singel den 23 juni 1973 med "Any Colour You Like" som b-sida. En musikvideo spelades in till låten.
"Money" är utmärkande för sin blandning av fyra taktarter. Större delen av låten går i 7/4-takt, vilket är mycket ovanligt i populärmusik. Under gitarrsolot övergår takten till 12/8 och en del av versen går i 2/4 och sedvanlig 4/4-takt.
Låten inleds med ljuden av klirrande mynt, en kassaapparat, sedlar (=papper) som rivs sönder, med mera. Dessa bygger upp en takt på sju slag som spelas om och om i en slinga. Därav den udda taktarten 7/4. Slingan fortsätter in några takter i låten, som börjar med Waters basriff i B-moll. Uppbyggnaden på verserna är i form av en bluestolva. Efter två verser à tolv takter övergår låten i ett instrumentalt, lite funkigare parti. Takten byts då till 4/4. Enligt David Gilmour var detta för att göra det enklare att improvisera ett gitarrsolo. Det instrumentala partiet börjar med ett saxofonsolo, framfört av den då 31-årige Dick Parry. Han spelade vid detta tillfälle på en tenorsaxofon av modell King Super 20, med ett metallmunstycke från Otto Link. Det fortsätter sedan med ett gitarrsolo av Gilmour.
Texten handlar om girighet och konsumism. Den kritiserar pengadyrkan med textrader som Money, so they say // is the root of all evil // today (’Pengar, sägs det // är roten till allt ont // idag’). Ironiskt nog gav Money bandet och skivbolaget de dittills största ekonomiska framgångarna.
Några av versraderna används i filmen The Wall, där läraren bestraffar den unge Pink då han sitter och skriver poem (texten till Money) under lektionstid.

## Musiker
- David Gilmour – gitarrer, sång
- Roger Waters – bas
- Richard Wright – elektriskt piano
- Nick Mason – trummor
- Dick Parry – tenorsaxofon